# Staffan Skott
Staffan Skott (ur. 16 sierpnia 1943 w Ludvika, zm. 24 września 2021 w Sztokholmie) – szwedzki pisarz, dziennikarz i tłumacz. Specjalista w zakresie historii Rosji oraz ZSRR, w tym okresu komunizmu.
Był autorem Aldrig mer! (pol. „Już nigdy!"), o ludobójstwach w krajach rządzonych przez komunistów.

## Tłumaczenia na język polski
- Romanowowie wczoraj i dziś, wyd. 1994 ISBN 83-85272-27-5